# Lista de países participantes dos Jogos Pan-Americanos de 2011

Mapa das 41 nações participantes.

Essa é uma lista de países participantes dos Jogos Pan-Americanos de 2011, em Guadalajara no México entre 14 e 30 de outubro de 2011.
Os números entre parênteses indicam o número de atletas da delegação de cada país. As maiores delegações são as do México, país sede, com 646 atletas, dos Estados Unidos com 627 atletas e Brasil com 519 atletas. As menores são as da Dominica, Haiti, ambas com quatro atletas e Ilhas Virgens Britânicas com apenas um atleta.
| \| - ANT Antígua e Barbuda (8) - AHO Antilhas Neerlandesas (7) - ARG Argentina (381) - ARU Aruba (15) - BAH Bahamas (23) - BAR Barbados (41) - BIZ Belize (11) - BER Bermudas (14) - BOL Bolívia (20) - BRA Brasil (519) - CAN Canadá (493) - CHI Chile (308) - COL Colômbia (213) - CRC Costa Rica (82) \| - CUB Cuba (442) - DMA Dominica (4) - ESA El Salvador (59) - ECU Equador (161) - USA Estados Unidos (627) - GRN Granada (6) - GUA Guatemala (139) - GUY Guiana (19) - HAI Haiti (4) - HON Honduras (24) - CAY Ilhas Cayman (12) - ISV Ilhas Virgens Americanas (16) - IVB Ilhas Virgens Britânicas (1) - JAM Jamaica (24) \| - MEX México (646) – país sede - NCA Nicarágua (31) - PAN Panamá (49) - PAR Paraguai (31) - PER Peru (139) - PUR Porto Rico (226) - DOM República Dominicana (200) - LCA Santa Lúcia (7) - SKN São Cristóvão e Neves (6) - VIN São Vicente e Granadinas (5) - SUR Suriname (7) - TRI Trinidad e Tobago (70) - URU Uruguai (90) - VEN Venezuela (387) \| | | |
| - ANT Antígua e Barbuda (8) - AHO Antilhas Neerlandesas (7) - ARG Argentina (381) - ARU Aruba (15) - BAH Bahamas (23) - BAR Barbados (41) - BIZ Belize (11) - BER Bermudas (14) - BOL Bolívia (20) - BRA Brasil (519) - CAN Canadá (493) - CHI Chile (308) - COL Colômbia (213) - CRC Costa Rica (82) | - CUB Cuba (442) - DMA Dominica (4) - ESA El Salvador (59) - ECU Equador (161) - USA Estados Unidos (627) - GRN Granada (6) - GUA Guatemala (139) - GUY Guiana (19) - HAI Haiti (4) - HON Honduras (24) - CAY Ilhas Cayman (12) - ISV Ilhas Virgens Americanas (16) - IVB Ilhas Virgens Britânicas (1) - JAM Jamaica (24) | - MEX México (646) – país sede - NCA Nicarágua (31) - PAN Panamá (49) - PAR Paraguai (31) - PER Peru (139) - PUR Porto Rico (226) - DOM República Dominicana (200) - LCA Santa Lúcia (7) - SKN São Cristóvão e Neves (6) - VIN São Vicente e Granadinas (5) - SUR Suriname (7) - TRI Trinidad e Tobago (70) - URU Uruguai (90) - VEN Venezuela (387) |